# Didrik Thomas Johannes Schnitler
Didrik Thomas Johannes Schnitler, född den 9 september 1833 i Toten, död den 15 december 1888 i Kristiania, var en norsk militär och krigshistoriker. Han var far till Balthazar och Gudmund Schnitler samt kusin till Carl W. Schnitlers far.
Schnitler blev 1872 kapten och 1881 överstelöjtnant i generalstaben samt var mycket framstående lärare i krigshistoria, krigskonst och krigsförvaltning, sedan 1865 vid krigsskolan och sedan 1870 därjämte vid krigshögskolan. Hans huvudarbete Almindelig krigshistorie (endast till 1640, 4 häften 1878-85) fortsattes av sonen Gudmund. Några av Schnitlers mindre skrifter, varibland Det første aarhundrede af den norske hærs historie (utgiven som tillägg till tidskriften "Folkevennen" 1874), samlades av hans svåger Haakon Ditlef Lowzow till ett värdefullt band, Blade af Norges krigshistorie (med biografi över Schnitler, 1895). Schnitler var ledamot av åtskilliga kommittéer, bland annat i militära undervisnings- och organisationssyften, samt av svenska Krigsvetenskapsakademien (1870) och av Videnskapsselskapet i Kristiania (1872).